# Pyrinia resignata
Pyrinia resignata es una especie de polilla de la familia Geometridae. La especie fue descrita por primera vez por Achille Guenée habiendo sido descrita en 1858, con distribución en Brasil.

## Descripción
Es una polilla mediana de una envergadura de 35 milímetros (1,4 plg) de color amarillo ocre. Las alas se ven cubiertas de óxido, con dos líneas interrumpidas incompletas y flecos oxidados, con el revestimiento costal subapical blanco oxidado, bordeado de negro, terminado por dos manchas negras y átomos intermedios blancos en la esquina interna.